# Carnival Elation

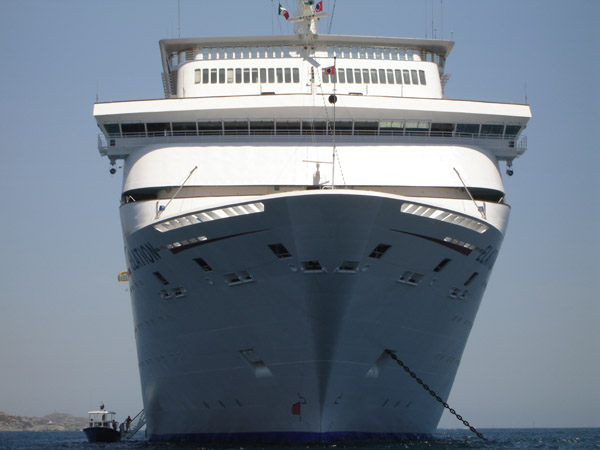
Carnival Elation fundeado (2007).

Carnival Elation é um navio da classe Fantasy de propriedade da empresa britânica-norte-americana Carnival Corporation & plc, que realiza cruzeiros maritímos. O navio é operado pela  Carnival Cruise Lines.
Ele navega em cruzeiros de quatro e cinco dias para a região do Caribe partindo do porto de New Orleans.

## Entretenimento
A embarcação conta com showroom, fitness center, Spa, mini-golf e duas piscinas.